# Jesse Goldstein
Jesse Goldstein es un deportista estadounidense que compitió en judo. Ganó una medalla de plata en los Juegos Panamericanos de 1979, en la categoría de +95 kg.

## Palmarés internacional
| Juegos Panamericanos | Juegos Panamericanos   | Juegos Panamericanos | Juegos Panamericanos |
| Año                  | Lugar                  | Medalla              | Categoría            |
| -------------------- | ---------------------- | -------------------- | -------------------- |
| 1979                 | San Juan (Puerto Rico) | Medalla de plata     | +95 kg               |